# Декларація Веллеса

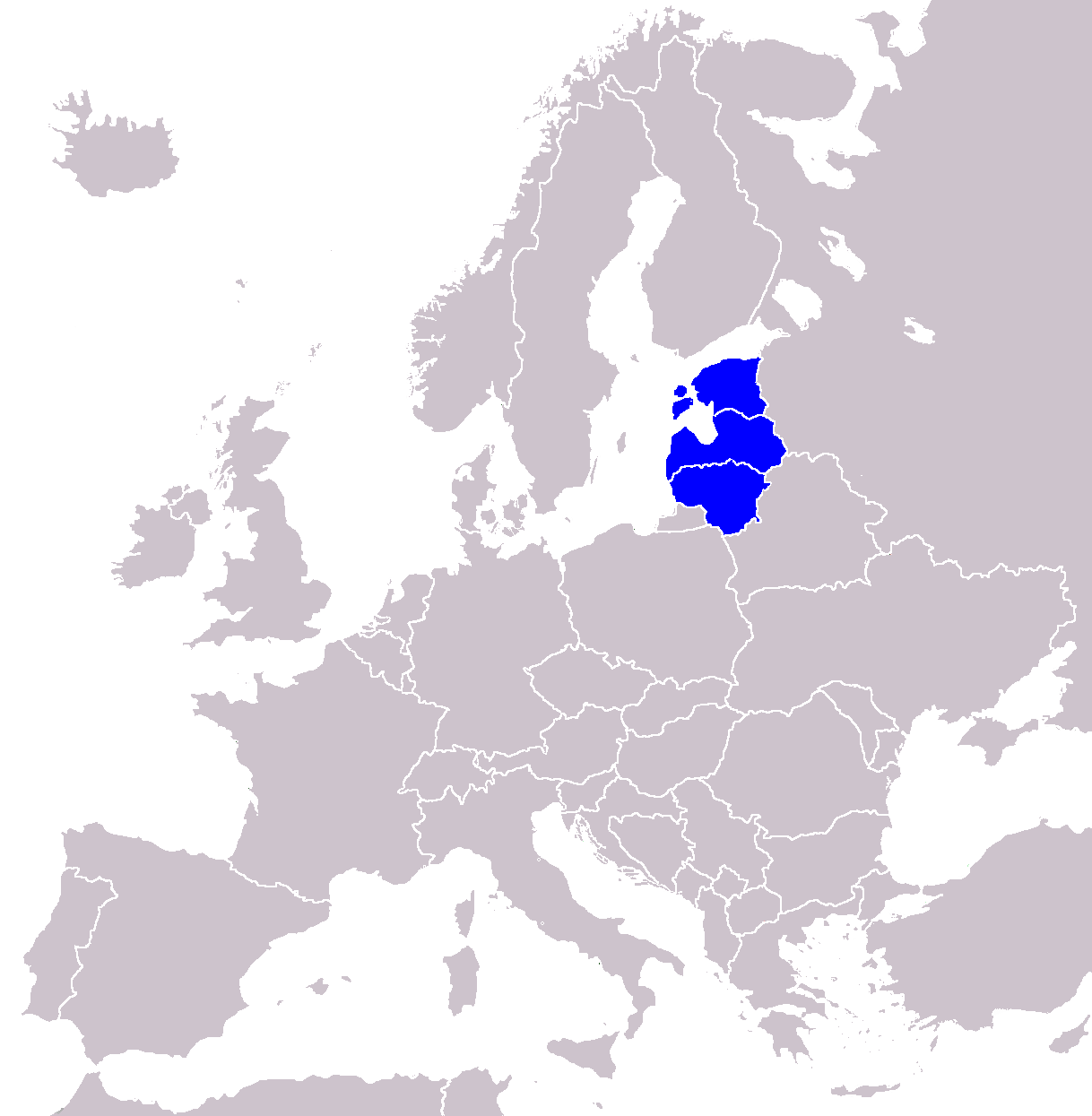
Країни Балтії

Декларація Веллеса — дипломатична заява Самнера Веллеса, виконуючого обов'язки державного секретаря США, 23 липня 1940 року, в якій засуджується окупація  СРСР трьох країн Балтії (Естонії, Латвії та Литви) у червні 1940 року визнати їх анексією радянськими республіками. Це було застосування доктрини Стімсона 1932 року про невизнання міжнародних територіальних змін, які були здійснені силою  і це відповідало ставленню президента США Франкліна Рузвельта до насильницької територіальної експансії.
Радянське вторгнення було реалізацією його пакту Молотова – Ріббентропа 1939 року з нацистською Німеччиною, який містив секретний протокол, за яким обидві держави погоджувались розділити та анексувати незалежні держави між собою. Після пакту Ради влітку 1940 року здійснили низку ультиматумів та акцій, що закінчилися анексією країн Балтії. Район не мав стратегічного значення для Сполучених Штатів, але кілька легальних утворень Державного департаменту США мали там дипломатичні стосунки. Сполучені Штати та Велика Британія передбачали майбутнє втягнення у війну, але невтручання США та передбачуваний британо-радянський союз стримували відкриту конфронтацію щодо країн Балтії.
Рузвельт уповноважив Веллеса, заклопотаного питанням повоєнного планування кордону, виступати з чіткішими публічними заявами, які передбачали крок до подальшого втручання. Лой Гендерсон та інші представники Державного департаменту, знайомі з місцевістю, постійно інформували адміністрацію про події, і Гендерсон, Веллес та Рузвельт працювали разом над складанням декларації.
Декларація встановила невизнання анексії протягом п'яти десятиліть.  Документ мав головне значення для загальної політики США щодо Європи в критичний 1940 рік  США не брали участі радянських військовослужбовців у цьому регіоні, але декларація дозволила державам Балтії утримувати незалежні дипломатичні місії, а розпорядження 8484 захищало фінансові активи Балтії. Його суть була підтримана всіма наступними президентами США та резолюціями Конгресу.
Прибалтійські держави відновили свою незалежність у 1990-1991.

## Передумови

### 19 - початку 20 ст
З кінця 18 до початку 20 століття Російська імперія анексувала регіони, які зараз є трьома країнами Балтії, а також Фінляндію. Їхні національні рухи за обізнаність почали набирати силу, і вони проголосили свою незалежність після Першої світової війни Усі штати були визнані Лігою Націй на початку 1920-х років. Естонська епоха пробудження, Латвійське національне пробудження та Литовське національне відродження висловили бажання створити незалежні держави. Після війни три держави оголосили про свою незалежність: Литва відновила свою незалежність 16 лютого 1918 р.]]; Естонія 24 лютого 1918 р ; та Латвії 18 листопада 1918 р Хоча балтійські держави часто розглядали як єдину групу, вони мають різні мови та історії.  Литва була визнана державою в 1253, а Естонія та Латвія вийшли з територій, що належали Лівонській конфедерації (створена в 1243). Всі три штати були прийняті до Ліги Націй у 1921. 
До липня 1922 США надали повне визнання де-юре всім трьом країнам Балтії. Визнання отримали під час переходу від демократичної адміністрації Вудро Вільсона до республіканської адміністрації Воррена Гардінга  США не спонсорували жодних значущих політичних чи економічних ініціатив в регіоні протягом міжвоєнного періоду, і їх адміністрації не вважали держави стратегічно важливими, але держава підтримувала нормальні дипломатичні відносини з усіма трьома. 
Під час війни США зазнали понад 100 000 смертей  і проводили політику неінтервенцій, оскільки було вирішено уникнути участі у будь-яких подальших європейських конфліктах.  Однак у 1932 р. Державний секретар США Генрі Л. Стімсон офіційно розкритикував вторгнення Японії в Маньчжурію в 1931 р., І отримана в результаті доктрина Стімсона буде надалі служити основою для декларації Веллеса. 

### Початок Другої світової війни
[[Файл:SumnerWelles.jpg|міні|Самнер Веллес, виконуючий обов'язки державного секретаря в липні 1940 ]
Ситуація змінилася після початку Другої світової війни У вересні 1939 року в Польщу було здійснено вторгнення. Сполучене Королівство взяло участь, і низка перемог Німеччини в Данії, Норвегії та Нідерландах навесні 1940 р. Викликала тривогу. Велика Британії явно загрожували, і її керівництво обговорювало можливість союзу з  СРСР.  За цих обставин пряме протистояння Великої Британії з прибалтійськими країнами було важким. 
Рузвельт не бажав вводити США у війну, і в його карантинній промові 1937 р., Яка побічно засуджувала агресію з боку Італії та Японії, зустрічалися неоднозначні реакції. Уеллс почувався вільнішим у цьому плані, дивлячись на повоєнні проблеми кордонів та створення міжнародного органу під проводом Америки, який міг би втручатися у такі суперечки.  Рузвельт бачив сильні публічні висловлювання Веллеса як експерименти, які перевіряють громадські настрої стосовно зовнішньої політики США.  
Секретний протокол, що містився у Пакті Молотова – Ріббентропа 1939 року між Німеччиною та  СРСР, відвів Естонію, Латвію та Литву до радянської сфери впливу Наприкінці 1939 - на початку 1940 р. СРСР висунув серію ультиматумів урядам Балтії, що врешті призвело до незаконної анексії держав  (Приблизно в той же час СРСР здійснював подібний тиск на Фінляндію). Близько 30 000 радянських військ вступили до країн Балтії протягом червня 1940 року, після чого були арештовані їх керівники та громадяни. 
Вибори до "Народних зборів" відбулися у всіх трьох країнах у середині липня; кандидати, яких просувала Москва, «отримали» від 92,2% до 99,2% голосів. У червні Джон Купер Вілі з Державного департаменту надіслав кодовані телеграми до Вашингтона, що повідомляли про події в Прибалтиці, і ці звіти вплинули на Веллеса. США відповіли на це 15 липня поправкою до виконавчого наказу 8389, яка заморозила активи країн Балтії, згрупувала їх з окупованими Німеччиною країнами та опублікувала осудливу Декларацію Веллеса. 

## Формулювання

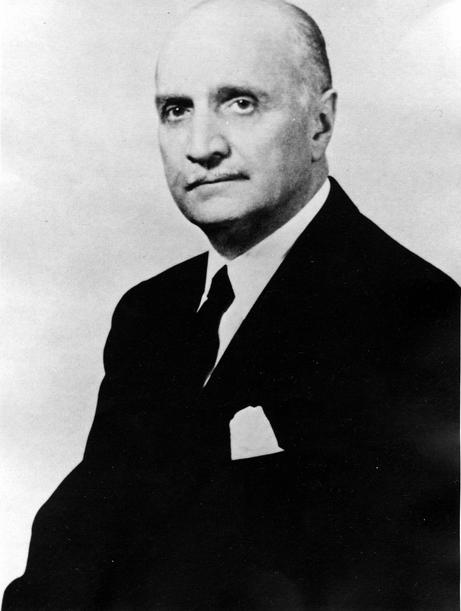
Лой В. Гендерсон, один з авторів декларації

Декларація Уеллса була написана Лоєм Гендерсоном за погодженням з Веллесом та Рузвельтом. Веллес продовжуватиме брати участь у створенні Атлантичної хартії, в якій зазначалося, що територіальні зміни слід робити відповідно до побажань відповідних народів. Він частіше виконував обов'язки державного секретаря під час хвороб Корделла Голла. . Гендерсон, директор Державного департаменту з питань європейських справ, був одружений з латвійкою  Після Першої світової війни він відкрив офіс Американського Червоного Хреста в Каунасі (Литва) і 18 років служив у Східноєвропейському відділі Державного департаменту. 
У розмові вранці 23 липня Веллес попросив Гендерсона підготувати прес-реліз, "в якому висловлюється співчуття до народу країн Балтії та засудження радянських дій".  . Ознайомившись із початковим проєктом заяви, Веллес рішуче висловив свою думку, що вона недостатньо сильна. У присутності Гендерсона Веллес зателефонував Рузвельту і прочитав йому проєкт. Рузвельт і Веллес погодились, що це потребує посилення. Потім Веллес переформулював кілька речень і додав інші, які, мабуть, були запропоновані Рузвельтом. За словами Гендерсона, "президент Рузвельт був обурений тим, як СРСР анексував країни Балтії, і особисто схвалив осудливу заяву на цю тему, яку опублікував заступник секретаря Веллес".  Декларація була оприлюднена та передана телеграмою до посольства США в Москві того самого дня.
During these past few days the devious processes whereunder the political independence and territorial integrity of the three small Baltic Republics – Estonia, Latvia, and Lithuania – were to be deliberately annihilated by one of their more powerful neighbors, have been rapidly drawing to their conclusion.

From the day when the peoples of those Republics first gained their independent and democratic form of government the people of the United States have watched their admirable progress in self-government with deep and sympathetic interest.
The policy of this Government is universally known. The people of the United States are opposed to predatory activities no matter whether they are carried on by the use of force or by the threat of force. They are likewise opposed to any form of intervention on the part of one state, however powerful, in the domestic concerns of any other sovereign state, however weak.
These principles constitute the very foundations upon which the existing relationship between the twenty-one sovereign republics of the New World rests.

The United States will continue to stand by these principles, because of the conviction of the American people that unless the doctrine in which these principles are inherent once again governs the relations between nations, the rule of reason, of justice and of law – in other words, the basis of modern civilization itself – cannot be preserved.

## Вплив

### Друга Світова війна
Веллес також заявив, що уряд США продовжить визнавати міністрів закордонних справ країн Балтії посланцями суверенних урядів.  Тим часом Державний департамент доручив представникам США виїхати з країн Балтії на "консультації".  У 1940 році газета The New York Times описала декларацію як "один із найвинятніших дипломатичних документів, виданих Державним департаментом за багато років". 
Декларація була джерелом суперечок під час подальшого союзу між американцями, англійцями та Совєтами, але Веллес наполегливо захищав її.  У дискусії зі ЗМІ він стверджував, що Ради викручувалися, щоб надати "запах законности актам агресії для протокольних цілей".   У меморандумі, який описував його розмови з послом Великої Британії лордом Галіфаксом у 1942 році, Веллес заявив, що волів би характеризувати плебісцити, що підтримують анексію, як "підроблені". . У квітні 1942 р. він написав, що анексія була "не тільки необґрунтована з моральних позицій, але й надзвичайно безглузда". Він розтлумачив будь-яку поступку в балтійському питанні як прецедент, який призведе до подальшої прикордонної боротьби у Східній Польщі та деінде.
У міру загострення війни Рузвельт визнав необхідність радянської допомоги і не хотів вирішувати питання післявоєнних територіальних конфліктів . Під час Тегеранської конференції 1943 року він "жартома" запевнив Сталіна, що коли радянські війська знову окупували країни Балтії, "він не збирався вступати у війну з СРСР з цієї причини". Однак, пояснив він, "питання референдуму та права на самовизначення" буде справою, яка має велике значення для американців. Незважаючи на свою роботу з радянськими представниками на початку 1940-х рр. щодо просування альянсу, Веллес вважав відсутність зобов'язань Рузвельта та Черчілля небезпечною. 

### Повоєнна
Декларація пов'язувала американську зовнішню політику щодо країн Балтії з доктриною Стімсона, яка не визнавала японських, німецьких та італійських окупацій 1930-х років. Це порвало з політикою Вільсона, яка підтримувала сильну російську присутність як противагу німецькій владі . Під час "холодної війни" питання Балтії використовувалось як важіль впливу в американсько-радянських відносинах. 
Сер Герш Лаутерпахт, суддя міжнародного права, описав основу доктрини невизнання як засновану на принципах ex injuria jus non oritur.
Як і доктрина Стімсона, декларація Веллеса мала багато в чому символічний характер, але вона пропонувала деякі матеріальні вигоди у поєднанні з розпорядженням 8484, яке дозволило дипломатичним представникам країн Балтії в інших країнах фінансувати свої операції, і вона захищала право власності на кораблі під балтійськими прапорами. . Встановивши політику, виконавчий наказ дозволив приблизно 120 000 післявоєнним переміщеним особам з країн Балтії уникнути репатріації до Радянського Союзу та виступати за незалежність із закордону .
Позиція Америки щодо примусової анексії країн Балтії залишалась офіційною позицією протягом 51 року. Наступні президенти та резолюції Конгресу підтвердили суть декларації.  Президент Двайт Айзенгавер стверджував право країн Балтії на незалежність у своєму зверненні до Конгресу США 6 січня 1957 року. Після підтвердження Гельсінських угод у липні 1975 року Палата представників США прийняла резолюцію, яка не вплинула на визнання США суверенітету країн Балтії. 
26 липня 1983 на 61-у річницю де-юре визнання трьох країн Балтії з боку США в 1922 році президент Рональд Рейган знову заявив про визнання незалежности Естонії, Латвії та Литви. Декларацію зачитали і в ООН. . Протягом 51 року після окупацією балтійських держав у 1940 р., всі офіційні карти та публікації США, в яких згадувалися країни Балтії, містили заяву про невизнання Сполучіеними Штатами радянської окупації. 
Рухи за незалежність у балтійських державах у 1980-х та 1990-х роках досягли успіху, і ООН визнала всі три країни незалежними в 1991 році. Вони стали членами Європейського Союзу та НАТО. Їх розвиток після здобуття незалежности загалом розглядається як одна з найбільш успішних пострадянських історій. .
Коментуючи 70-річчя цієї декларації, державний секретар США Гілларі Клінтон описала її як "данину відданости кожної з наших країн ідеалам свободи та демократії".  23 липня 2010 року у Вільнюсі, столиці Литви, було офіційно присвячено пам’ятну дошку з текстом англійською та литовською мовами. .